# SN 2010ja
SN 2010ja – supernowa typu Ia-pec odkryta 15 października 2010 roku w galaktyce NGC 2513. W momencie odkrycia miała maksymalną jasność 17,90m.